# Río Llamas
El río Llamas está situado en la comarca de La Maragateria, en el municipio de Luyego, provincia de León.
Es afluente del río Duerna, y nace en Los Montes de León en el paraje de Los Canalones y recorre los Parajes de Prao La Pujada y La Formosida, continúa por El Cervón pasando cerca de Peña Beas, sigue por El Valle del Escañil y pasando por los lindes de Posadillas para seguir por Peña La Presa atraviesa el Valle de Río Llamas donde el río también es llamado río del Valle Llamas, antes de unirse al Duerna pasa por El Abeseo, dejando a la izquierda Los Carrillines y a la derecha Las Valleas para entrar en el Duerna por Prao Ponilla.
Recibe las aguas de varios afluentes como el río del Teleno que a su vez recoge las aguas del arroyo Xandillamas.